# Ellie Downie
Elissa Rebecca Louise "Ellie" Downie (* 20. Juli 1999 in Nottingham, England) ist eine britische Kunstturnerin. Ihr bisher größter Erfolg ist der Gewinn der Bronzemedaille am Sprung bei den Turn-Weltmeisterschaften 2019 in Stuttgart.